# ساندرا ماريا إستيفيز
ساندرا ماريا إستيفيز (بالإنجليزية: Sandra María Esteves)‏ هي كاتِبة أمريكية، ولدت في 1948 في ذا برونكس في الولايات المتحدة. تُعرف أيضاً بـ «لا مادرينا»، هي شاعرة وفنانة رسومية أمريكية، وُلدت وترعرعت في برونكس، نيويورك، وهي أحد مؤسسي «حركة الشِعر النيوريكية». نشرت العديد من المجموعات الشِعرية، وأجرت برامج أدبية لدى منظمات تضمنت مجلس التعليم في مدينة نيويورك، والمركز الكاريبي للثقافة، و«إل موسو ديل باريو». تعيش إستيفز في مدينة نيويورك.

## حياتها
وُلدت إستيفز في ساوث برونكس لبحار بورتوريكي (جزيرة من جزر الكاريبي)، هو تشارلي إستيفز، وعاملة ملابس دومنيكية هي كريستينا هيو. انفصل والدها عن والدتها قبل ولادتها، لكنها حافظت على تواصل قوي بالجانب البوتوريكي من عائلتها، في حين كسرت أمها الروابط التي تصلها بماضيها الدومنيكي. كانت والدتها قلقة في وقت مبكر من تربيتها في بيئة مليئة بالتحديات في حي هنتس بوينت، وبالتالي، التحقت بمدرسة ابتدائية كاثوليكية داخلية في شارع لاور إيست سايد، وهي أكاديمية هولي روزاي. أكملت الدراسة بالمرحلة المتوسطة في مدرسة القديس أنسليم، وتخرجت من مدرسة كاردينال سبيلمان الثانوية في برونكس. خلال مرحلة تعليمها المبكرة، واجهت تحاملاً صادماً ضد الأمريكيين من أصل إسباني، مما جعلها تغير لغتها من الإسبانية إلى الإنكليزية السائدة. تعرضت أيضاً للعنصرية على أساس لون البشرة ضمن عائلتها. ذهبت في أولى رحلاتها في السابعة عشر من عمرها إلى جزيرة بورتويكو (مسقط رأس والدها) لفهم نفسها بشكل أفضل، لكنها تُركت تتساءل عن هويتها، إذ لم تفلح طرقها للتأقلم مع الناس والثقافة في الجزيرة. لكن لم تتثبط عزيمتها لاكتشاف هويتها بعد هذه التجربة بكل الأحوال. التحقت لاحقاً بمعهد برات في بروكلين لتتابع شغفها الفني منذ كانت في السابعة من عمرها كفنانة رسومية، لكنها واصلت الكفاح مع هويتها بالإضافة إلى النقد الذي تلقته على عملها وتركت المعهد بعد السنة الأولى، لكنها عادت بعد ذلك وأكملت شهادتها عام 1978. وفي حين أنها لم تجد الدعم الكافي في أيامها الأولى في معهد برات، شجعها بروفيسور ياباني متخصص في النحت، يدعى توشيو أوديت، لأن تنظر إلى كيفية مساهمة الكلمات بعملها كفنانة بصرية. ساعدها هذا كي تبدأ باستخدام الشِعر كوسيط لتصارع أزمة هويتها، بالإضافة إلى الإلهام الذي وجدته أثناء حضورها قراءات الشِعر في مسرح بلاك الوطني في هارلم، إذ وجدت نفسها تصبح عضواً مؤسساً.
انضمت إستيفز إلى «إل غروبو» وهو مجتمع فني يمارس دوره بنيّة قيادة التغيير المجتمعي؛ والذي سيكون اللبنة الأولى لتأسيس الحركة النيوريكية نفسها. وكشاعرة خطابية، قرأت في منظمة «نيوريكان بويتس كافيه» خلال انطلاقتها الأولى عام 1974 تحت إشراف ميغل ألغارن وميغل بنيرو، وفي فترة إعادة افتتاحها عام 1988. كانت أيضاً واحدة من الشاعرين المميزين في «أغاني وأشعار عن نضال الأمريكيين اللاتينين» الذي صدر عام 1974، مع خيسيسوس بابوليتو ميلينديز. لم يكن وصولها مقتصراً على لويزايدا (لفظ إسباني لـ «لاور إيست سايد»)، إذ أنها قضت عدة سنوات كمديرة تنفيذية ومنتجة لمسرح الشعر الكاريبي الأفريقي من عام 1983 وحتى 1988، بالإضافة إلى دورها مع تالر بوريكا، الذي ساعدها على صقل التميز في شِعرها مقارنةً مع نظرائها النيوريكيين الذكور. منذ ذلك الحين، واصلت مشاركتها في العديد من مشاريع التنظيم المجتمعي وأدت أدوراً في ورش عمل مخصصة لتوعية الشباب عبر الفنون والكتابة، بشراكة مع جمعيات في جميع أنحاء نيويورك، مثل، على سبيل المثال لا الحصر، برنامج «شعراء في المدراس في ولاية نيويورك» (1981- 1989)، والمركز الثقافي لقرية نيوريكا، ومعهد الجالية الأفريقية ومؤسسة المجلس الثقافي للمشروع الفني للتوظيف والتدريب الفني الشامل، وتعاونية المعلمين والكتاب، ومركز برونكس للتراث الموسيقي.

## مساهماتها الشعرية
تُعرف ساندرا مارينا إستيفز أحياناً بأنها عرّابة الشعر النيويوركي، أو «لا مادرينا». استخدمت شِعرها، بالإضافة إلى فنها الأقل شهرة، كطريقة لإيصال الكفاحات العديدة التي واجهتها في فهم هويتها، والقضايا التي تواجهها النساء اللواتي يتعرضن للاضطهاد على أساس اللون، واللواتي يتجاوزن الشتات النيوريكي كوسيلة لتحدي الصمت المفروض عليهن جميعاً. تبرز أعمالها بين بقية زملائها في الحركة النيوريكية لأنها، في حين كان هناك تركيز على الشعر «الخارج عن القانون»، أي الاستخدام الخام للغة لاستحضار مخيلة مغالى فيها بشدة، تعارضت إستيفز مع نظرائها لاستخدامها المقطوعات الغنائية ضمن أشعارها الاجتماعية، كما تسميها إيستل، من البعض الذين يعتمدون على أنواع مختلفة من الموسيقى، وعلى الأخص في مجموعتها الثالثة «بلوتاون موكنبيرد مامبو». لاحظ أورايوان بويل أيضاً التميز في شِعرها، وأشار إليه بـ «الشاعرية الأساسية» بسبب الطبيعة النشوئية في شعرها جنباً إلى جنب مع نموها المسيس المدمج مع نموها الشخصي مع هويتها. يمكن التعرف على جودتها الأدبية من خلال أولئك الذين اعتبرهم مرشديها، من ضمنهم جوليا دي بورغوس، ونيكولاس جيلين، وبابلو نيرودا، بالإضافة إلى من بقيت على مقربة منهم، من ضمنهم زميليها النيوريكيين ميغل ألغارين، وميغل بينيرو، وأيضاً الأمريكيين من أصل أفريقي الكاتب نتوزاكي شانج، ومايكل هاربر. الموضوعات التي تتحدث عنها بشكل متكرر هي كفاحات الهوية، ومن ضمنها فهمها الشخصي لمكانتها كأفريقية كاريبية، وتحديات لموجهيها وزملائها، وتحليل النسوية ضمن الثقافة اللاتينية، وقمع النساء، وقصائد الميتابوتري (نوع من الشِعر يتعامل مع موضوع الشِعر) التي تصف الشِعر كأداة لغرس التغيير، والأمومة والولادة، والتصوف والروحانية.
نُشرت مجموعتها الشعرية الأولى «يربا بوينا: بوخوس يا بوماس» (رسومات وقصائد) عام 1980، وحازت على مكانة كبيرة كونها من أولى الكتب التي تُنشر من قِبل كاتبة لاتينية في الولايات المتحدة، وفي حين أنها تشتهر أكثر بالشعر الذي تتضمنه، إلا أنها تحوي أيضاً رسومات ابتكرتها لإقرانها مع الكلمات. إحدى أشهر الأشعار في المجموعة هي «آ لا ميجر بورنيكونيا» التي تفصّل حياة الشخصية ماريا كريستينا التي تؤدي دور المرأة البوتوريكية على أنها مثالية من جانب واحد –تتفانى لدعم أسرتها– في حين تحافظ على الوعي بدورها وكيف أن أفعالها تخدم نمط حماية عائلتها وثقافتها أيضاً على الرغم أنها تتماشى مع ما هو متوقع منها. سيتم مواجهة هذا الشِعر من قِبل لوز مارينا إمبرير، التي كتبت «إين ريسبون» وانتقدت بناء شخصية مارينا كريستينا والنسوية الخاصة بإستيفز عن طريق استخدام شكل القصيدة الأصلية لبناء شخصية أنثوية جديدة تعارض بقوة الأدوار الجنسية التقليدية؛ سترد إستيفز على هذا مرة أخرى بمجموعتها الثالثة «بلوزتاون موكنبيرد مامبو» مع قصيدة (اسمك ليس مارينا كريستينا» وتستخدم كلماتها للتعرف على القيمة في كلمات إمبرير، لكنها تؤكد من جديد الحكم الذاتي الذي يمكن العثور عليه ضمن أفعال مارينا كريستينا كذلك، متحققةً من صحة الطرق المتنوعة للعمل ضد الاضطهاد الأبوي.
نشرت مجموعتها الشعرية الثانية «الأمطار الاستوائية: هطول أمطار ثنائية اللغة» عام 1984. لكنها لم تشهد نجاحاً واسعاً كـ «يربا: بوينا»، ويرجع ذلك لكونها نُشرت ذاتياً. وهي المجموعة التي تحدثت فيها إستيفز عن هويتها باعتبارها من أصل أفريقي إلى جانب الهوية النيوريكية، وكذلك تبدأ باستكشاف تعقيدات الامومة وشخصية الامهات. نُشرت «بلوزتاون موكبيرد مامبو» عام 1990 وبقيت مجموعتها المنشورة على أوسع نطاق. كما يقول العنوان، فقد رسمت أنماطاً موسيقية مختلفة، أثرت في (وعرّفت) هويتها مثل البلوز والجاز القادم من المجتمع الأمريكي الأفريقي جنباً إلى جنب مع المامبو، والسالسا، والبومبا، والبلينا من المجتمع اللاتيني لتأثر في كتاباتها هنا. وهو المكان حيث تتوسع خلف المجتمع اللاتيني وتطور أصواتاً متعددة الثقافات تتجاوز صوتها لتوضيح المزيد من الاضطهاد الذي يكتنف العديد من مجتمعات النساء والحاجة إلى تشكيل تحالف لصنع تغيير واسع النطاق.